# Buthrotum

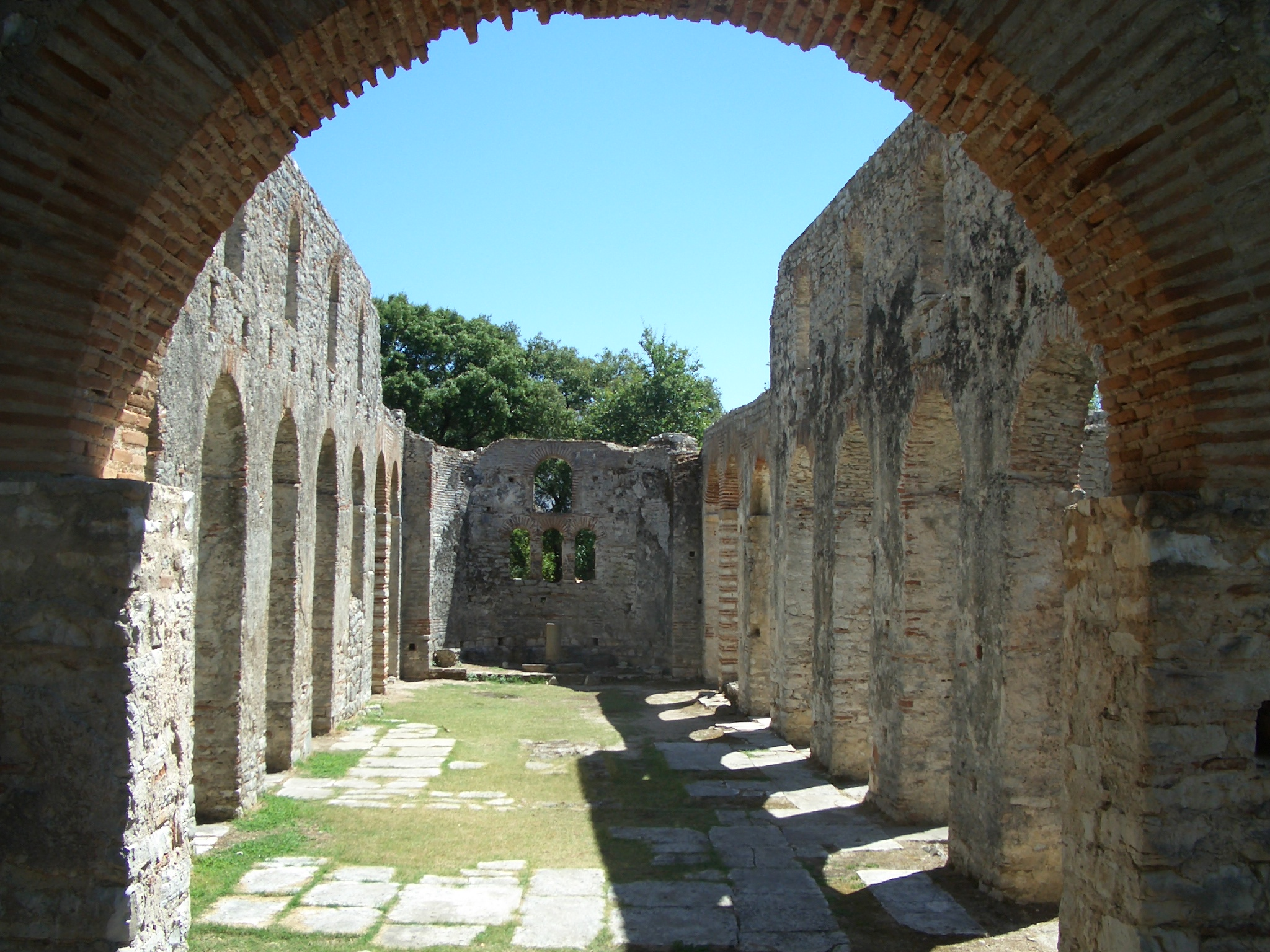
Pozostałości bazyliki chrześcijańskiej z VI wieku w Buthrotum

Buthrotum (łac. Buthrotius, alb. Butrint, Butrinti) – stolica historycznej diecezji w Epirze, ustanowiona w VI wieku n.e., istniejąca od czasów rzymskich do XV wieku. 
Wcześniej ośrodek rzymskiej prowincji Epirus vestus, wydzielonej z Macedonii w początkach II w. n.e. Współcześnie stanowisko archeologiczne Butrint znajdujące się w pobliżu miasta Saranda w południowej Albanii. Obecnie katolickie biskupstwo tytularne. 

## Biskupi tytularni
| Lp. | Biskup                 | Funkcja                                                       | Od                | Do                |
| --- | ---------------------- | ------------------------------------------------------------- | ----------------- | ----------------- |
| 1   | Louis-Bertrand Tirilly | wikariusz apostolski Markizów                                 | 16 listopada 1963 | 21 czerwca 1966   |
| 2   | George Frendo          | biskup pomocniczy Tirany-Durrës                               | 7 lipca 2006      | 17 listopada 2016 |
|     | Giovanni Salonia       | biskup pomocniczy elekt Palermo zrezygnował z przyjęcia sakry | 10 lutego 2017    | 27 kwietnia 2017  |
| 3   | Zdenek Wasserbauer     | biskup pomocniczy Pragi                                       | 23 stycznia 2018  |                   |